# Култхард, Джин
Джин Култхард (англ. Jean Coulthard) — канадский композитор, музыковед и музыкальный педагог XX века, автор более чем 350 произведений в жанре современной классики. Одна из первых женщин-композиторов в Канаде и первый композитор с Западного побережья Канады, завоевавшая широкую известность. Композитор года (1984) по версии Организации исполнительских прав (Канада), офицер ордена Канады (1978), член ордена Британской Колумбии (1994), почётный доктор Университета Британской Колумбии и Университета Конкордия.

## Биография
Выросла в ванкуверском районе Шонесси. Отец — врач, мать — певица, пианистка и учительница музыки Джин Блейк Култхард (урожденная Робинсон), игравшая важную роль в развитии музыкального и культурного сообщества Ванкувера. Джин-младшая начала учиться музыке у матери и в восемь лет предприняла первые попытки сочинять музыку сама.
С 1924 по 1928 год училась игре на фортепиано у Яна Чернявского и музыкальной теории у Фредерика Чабба. С 17 лет начала сама преподавать игру на фортепиано в семейной студии вместе с матерью и сестрой. В 1928 году, получив стипендию от Ванкуверского женского музыкального клуба, отправилась на год в Лондон, где занималась в Королевском колледже музыки у Кэтлин Лонг, Р. О. Морриса и Ральфа Воана-Уильямса. По возвращении в Ванкувер продолжала писать музыку, постепенно набираясь опыта посредством «уроков критики», которые получала от Аарона Копленда, а позже Дариюса Мийо, Арнольда Шёнберга, Белы Бартока и Нади Буланже. Одновременно продолжала преподавать музыку частным образом и в школах для девочек. В 1935 году вышла замуж за популярного дизайнера Дональда Адамса; в этом браке в 1943 году родилась дочь Джейн. В 1939—1944 годах изучала композицию под руководством Артура Бенджамина, который во время войны проживал в Канаде и настоятельно советовал ученице писать больше оркестровой музыки. В 1944—1945 и 1949 году стажировалась в Нью-Йорке у Бернарда Вагенара. В 1965—1966 годах занималась углублённым изучением композиции с британским композитором Гордоном Джейкобом.
В 1947 году начала работу на только что открытом отделении музыки Университета Британской Колумбии, став его вторым преподавателем после Гарри Адаскина. Сформировав программу обучения музыкальной теории, преподавала в университете следующие 26 лет. После выхода на пенсию в 1973 году вела семинары и летние мастер-классы в Международной школе искусств Дж. Дж. Джоханенсен и Банфской школе изящных искусств. В 1977—1978 годах Култхард вместе со своими бывшими учениками Дэвидом Дьюком и Джоан Хансен подготовила к изданию 8-томную учебную серию «Музыка нашего времени» (англ. Music of Our Time), вышедшую вместе с приложением «Студенческий путеводитель по музыкальной форме». В 1995 году она создала с Дюком и Джин Этридж учебный сборник для скрипки и фортепиано The Encore Series.
Скончалась весной 2000 года в Норт-Ванкувере.

## Творчество
В творческом стиле Джин Култхард отмечаются романтические и импрессионистские тенденции (первые особенно сильны в ее ранних произведениях), эмоциональность, чистота и цельность. Произведния Култхард, в зависимости от целей автора, могли отличать лиризм («Лирическая сонатина», 1976) или суровая глубина (струнный квартет № 2; Threnody, 1954—1969. В 1950-е и 1960-е годы ее стиль казался несовременным, поскольку в моде была более прогрессивная музыка, однако начиная с 1970-х годов произведения Култхард пользовались всё более широким признанием.
Ранние произведения композитора, в частности, «Колыбельная» 1927 года и Threnody (1935), представляли собой пьесы для голоса и фортепиано. В 1940-е годы она приобрела известность в Канаде своими первыми оркестровыми работами (Canadian Fantasy, Excursion, Ballade (A Winter’s Tale) и Song to the Sea). После работы с Бенджамином и Вагенаром начала активнее создавать произведения крупных форм, включая сонаты (в том числе три за несколько месяцев после первого возвращения из Нью-Йорка), струнный квартет № 1 (1948—1952) и симфонию № 1 (1951).
В 1953 году получила заказ от CBC на пьесу по случаю коронации Елизаветы II; результатом стала работа под названием A Prayer for Elizabeth. В 1958 году по заказу Ванкуверского международного фестиваля Култхард написала серию песен Spring Rhapsody для Морин Форрестер, а годом позже в исполнении Тома Ролстона и Ванкуверского симфонического оркестра состоялась премьера её скрипичного концерта, созданного по заказу Совета Канады. По впечатлениям от поездки во Францию по стипендии Королевского общества Канады в середине 1950-х годов Култхард начала работу над оперой «Возвращение на родину» (англ. The Return of the Native), оконченной в 1979 и впервые поставленной в 1993 году.
Стиль Култхард продолжал развиваться во второй половине века, когда она создавала всё более сложные по форме произведения. Так, в работе The Pines of Emily Carr (1969) вводятся элементы алеаторики, а в The Birds of Lansdowne (1972) композитор использовала магнитофонные записи птичьих песен с острова Ванкувер. Широкую известность завоевал концерт для фортепиано с оркестром, созданный в 1963 и записанный в 1972 году Робертом Силверманом и Ванкуверским симфоническим оркестром. Пиком творческой карьеры композитора Канадская энциклопедия называет написанный в 1972 году струнный октет Twelve Essays on a Cantabile Theme, который, согласно авторам её биографии, наиболее ярко демонстрирует мастерское владение формой и содержанием.
В 1982 году в «Антологии канадской музыки» Radio Canada International вышел том, полностью посвящённый произведениям Култхард. В 1980-е годы среди произведений Култхард были сонаты для валторны и фортепиано, фортепиано соло (1986, написана для Джейн Куп), скрипки и виолончели (1989, для Шоны и Тома Ролстонов), сюита для виолончели и фортепиано и «Осенняя симфония» для струнного оркестра. Она продолжала писать музыку почти до самой смерти, последние произведения создав в 92 года.

## Награды и звания
- Фриман (почётный гражданин) Ванкувера (1978)[1]
- Офицер ордена Канады (1978)[1]
- Композитор года Организации исполнительских прав (Канада) (1984)[1]
- Почетный доктор Университета Британской Колумбии (1988) и Университета Конкордия (1991)[1]
- Включена в Почётные списки журнала Maclean's (1990)[1]
- Член ордена Британской Колумбии (1994)[1]

Университет Британской Колумбии учредил Фонд исследований канадской музыки имени Джин Култхард. В 2008 году концерты, посвященные ее столетнему юбилею, прошли в Монреале и Ванкувере.